# CBLN1

CBLN1 (англ. Cerebellin 1 precursor) також відомий як прецеребелін, це висококонсервативний білок, який кодується однойменним геном, розташованим у людей на 16-й хромосомі (16q12.1). Довжина гену CBLN1 3,922 нуклеотиди. мРНК CBLN1 містить 2 інтрони та 3 екзони. Довжина поліпептидного ланцюга білка становить 193 амінокислоти, а молекулярна маса — 21 097.
В 1984 році з мозочка щурів було вперше виділено прецеребелін (CBLN1) і дві його протеолітичні модифікації: гексадекапептидний церебелін та скорочений з N-кінця des-Ser1-cerebellin (desCER), що складається з 15 амінокислот . Церебелін утворюється з прецеребеліну шляхом протеолізу, який в нейронах відбувається до секреції білка пресинаптичною терміналлю, а в інших тканинах може відбуватись вже після вивільнення зрілого білка  . 
Прецеребелін належить до CBLN підродини та надродини фактору некрозу пухлин C1q-TNFa. CBLN1 залучений у процеси структурної організації синапсів і відіграє роль в процесах міжклітинної передачі сигналів, адгезії нейронів та розвитку мозку  .   
CBLN1 локалізований у клітинній мембрані, синапсах,  міжклітинних контактах,  лізосомах та ендосомах. Також він може бути секретованим в позаклітинний простір .  
| 10         |  | 20         |  | 30         |  | 40         |  | 50         |
| ---------- |  | ---------- |  | ---------- |  | ---------- |  | ---------- |
| MLGVLELLLL |  | GAAWLAGPAR |  | GQNETEPIVL |  | EGKCLVVCDS |  | NPTSDPTGTA |
| LGISVRSGSA |  | KVAFSAIRST |  | NHEPSEMSNR |  | TMIIYFDQVL |  | VNIGNNFDSE |
| RSTFIAPRKG |  | IYSFNFHVVK |  | VYNRQTIQVS |  | LMLNGWPVIS |  | AFAGDQDVTR |
| EAASNGVLIQ |  | MEKGDRAYLK |  | LERGNLMGGW |  | KYSTFSGFLV |  | FPL        |

A: Аланін

C: Цистеїн

D: Аспарагінова кислота

E: Глутамінова кислота

F: Фенілаланін

G: Гліцин

H: Гістидин

I: Ізолейцин

K: Лізин

L: Лейцин

M: Метіонін

N: Аспарагін

P: Пролін

Q: Глутамін

R: Аргінін

S: Серин

T: Треонін

V: Валін

W: Триптофан

## Структура
CBLN1 є гомогексамерним  глобулярним глікопротеїном, С терміналь якого формує C1q  домени  . Зазвичай C1q домени опосередковують формування атипових комплексів колагену , однак прецеребеліни не містять колагенового мотиву і не є типовими компонентами позаклітинного матриксу .
Структура N-кінцевого регіону CBLN поки достеменно не відома, але спрогнозована за допомогою Rosetta3.2. Модель передбачає, що N-термінальні залишки  цистеїну  з’єднуючись між собою утворюють відносно рівну поверхню, що зв’язує 2 гомотримери білка  дисульфідними зв’язками. CBLN1 білок є  глікозильованим  в положенні Asn23 та Asn79 .
В результаті протеолітичного розщеплення попередника прецеребеліна з утворенням церебеліна N-терміналь з цистеїнами відокремлюється від С-терміналі C1q домену внаслідок чого гексамери білка перетворюються в тримери .

## Функції
В центральній нервовій системі CBLN1 відіграє важливу роль в синаптогенезі та забезпеченні моторних функцій. Було продемонствовано що прецеребелін є важливим для встановлення збудливих синаптичних зв’язків між паралельними волокнами  гранулярних клітин та дистальними дендритними шипиками клітин Пуркіньє, а також забезпечує правильне з’єднання ліаноподібних волокон з проксимальними дендритами клітин Пуркіньє  мозочка   . CBLN1 зменшує утворення інгібуючих ГАМК синапсів на клітинах Пуркіньє мозочка . В гіпоталамусі CBLN1 значною мірою експресується в вентромедіальному ядрі. Введення CER1 щурам збільшує вивільнення  нейропептиду У та споживання їжі .
В периферійних тканинах прецеребеліни модулюють секреторну активність. Церебелін1 (CER1) та desCER1 опосередковано стимулюють базальну секрецію  альдостерону  клубочковою зоною та впливають на ріст надниркової залози. Також CER може збільшувати секрецію норадреналіну та кортизолу та полегшувати проліферацію адренокортикальних клітин через аденілатциклаза/РКА -залежний сигнальний шлях  . В  підшлунковій залозі CER знижує секрецію інсуліну і підвищує виділення глюкагону .

## Роль у структуруванні синапсів
В синапсах  між паралельними волокнами та клітинами Пуркіньє гексамер прецеребеліну бере участь у формуванні «молекулярних мостів», зв’язуючись з димером глутаматного рецептору GRID2 і мономером нейрексину  b-NRX1. Довготривала депресія з подальшим  ендоцитозом  АМПА рецепторів в даних синапсах мозочка є необхідною умовою для моторного навчання і дозрівання синапсів .
У відповідь на збуджуючий стимул та підвищення концентрації  кальцію з  лізосом в аксонах мозочкових гранулярних клітин вивільняється CBLN1 спільно з  катепсином В  (CatB). Вивільнення катепсину необхідне для деградації позаклітинного матриксу і росту синаптичних закінчень. Екзоцитований CBLN1 зв’язується з нейрексином і латерально дифундує вздовж поверхні аксона з подальшим накопиченням в синаптичних  закінченнях, де він зв’язується з GRID2 . CBLN1 шляхом взаємодії з NRXN1 індукує накопичення синаптичних везикул у пресинаптичній терміналі, що призводить до формування пресинаптично активних зон  . Також CBLN1 індукує кластеризацію GRID2 та пов'язаних з ним білків на постсинаптичничній терміналі, що є необхідним для передачі сигналів та утворення синапсів в мозочку  .

## Експресія в тканинах
CBLN1 експресується переважно в  гранулярних клітинах мозочка . Найвищі рівні експресії гену CBLN1 спостерігаються на початку постнатального онтогенезу . Найбільші концентрації CBLN1 (в спадаючому порядку) наявні в мозочку, яєчках, жировій тканині, гіпоталамусі, жовчному міхурі та інших тканинах.
В мозку CBLN1 експресується в мозочку, гіпоталамусі,  таламусі, бічній габенулі, дорзальному кохлеарному ядрі, чорній субстанції, прилеглому ядрі, огорожі, мигдалині, енторинальній корі. Також CBLN1 транспортується в гіпокамп через дірчастий шлях. В позамозкових регіонах CBLN1 експресується на значно нижчих рівнях . В периферійних тканинах експресія CBLN1 спостерігається в серці,  нирках, шлунку,  кишечнику, наднирниках, а також пухлинах, таких як феохромоцитома, аденома та нейробластома. На сьогодні достеменно невідоме функціональне значення експресії CBLN1 в багатьох тканинах . В наднирникових залозах найвища експресія CBLN1 наявна в клубочковій зоні  кіркової речовини . В  підшлунковій залозі CBLN1 знаходиться переважно на периферії  острівців Лангерганса, де велика щільність клітин, які продукують глюкагон і соматостатин . CBLN1 підвищено експресується в гранулярних клітинах преовуляторного фолікула і може впливати на овуляцію .

## Взаємодія
CBLN1 формує транссинаптичну тріаду з  нейрексиновими ( Nrxn) рецепторами  та субодиницею 2 рецептора глутамату d-типу GRID2, що опосередковує синаптогенез. Під час коекспресії CBLN 1 здатен формувати гетерогексамер з CBLN2, CBLN3, CBLN4. Після секреції CBLN 1 не формує таких взаємодій  . Коекспресія CBLN 1 разом з CBLN3 призводить до секреції CBLN3, в той час як частка CBLN 1 залишається в ендоплазматичному ретикулумі . Також CBLN1 може взаємодіяти з собою димеризуючись .

## Асоційовані патології
Миші у яких був відсутній Cbln1 або GRID2 в  мозочку виявляли порушення рухової координації та моторного навчання, а також пам’яті пов’язаної зі страхом  . 
При дослідженні геном асоційованих ознак пов’язаних з аутизмом у людей було виявлено, що однонуклеотидний поліморфізм гену CBLN1 rs16946931 може корелювати з вищим ризиком розвитку аутизму . 
При епілептичних нападах в мозочку відбувається репресія мРНК CBLN1. Репресія CBLN1 послаблює глутаматергічну передачу в синапсах вентральної області покришки та погіршує соціальні навички в мишей. Є доклінічні докази, що у мишей з епілептичними нападами та підвищеною концентрацією UBE3A активація з використанням вірусних векторів CBLN1 у глутаматергічних нейронах  вентральної області покришки зменшує дефіцит комунікабельності . 
При синдромі полікістозу яєчника знижується експресія CBLN1 в гранулярних клітинах фолікула, що може впливати на розвиток ооцита і овуляцію .